# Volusio
Volusio (Padova, I secolo a.C. – I secolo a.C.) è stato un poeta e storico romano.

## Biografia
Di questo personaggio non si conosce praticamente nulla e ci si rifà a quanto afferma Catullo in almeno due dei suo carmi: originario di Padova, fu probabilmente contemporaneo del poeta veronese, legato ad una poetica di stampo classicistico.

## Annales
Volusio avrebbe, infatti, composto un poema sul modello degli Annales di Quinto Ennio, probabilmente senza discostarsi troppo da essi. Quale fosse il contenuto dei suoi Annales non è possibile sapere, in mancanza di frammenti, ma può essere probabile trattasse la storia della città di Padova, stando al parallelismo costruito da Catullo nel carmen 95.

Tuttavia, Catullo critica aspramente Volusio come modello di poesia che non va assolutamente seguito e le cui opere andranno presto perse e dimenticate. 
Nel carme 36, infatti, Catullo indica l'opera volusiana come priva di valore, ricorrendo all'aspra espressione Annales Volusi, cacata charta, mentre nel carme 95 afferma, mettendolo a confronto con la Zmyrna di Elvio Cinna:
(Catullo, XCV, vv. 6-7)
La critica demolitrice andava a mostrare, in confronto con i prodotti dei neoteroi, come il modello poetico dei poetae novi, basato sul labor limae, avrebbe avuto una vita molto più duratura, a differenza delle opere di coloro i quali componevano versi rapidamente e ricopiando i modelli antichi come Ennio e Gneo Nevio..